# Sparren
Sparren är en sjö knappt 4 km nordnordost om Kårsta i Norrtälje kommun och Vallentuna kommun i Uppland som ingår i Åkerströms huvudavrinningsområde. Sjön är 13,3 meter djup, har en yta på 2,88 kvadratkilometer och befinner sig 13 meter över havet.
Huvuddelen av sjön ligger i Norrtälje kommun och en mindre del i Vallentuna kommun. Vid sjöns sydände, inne i Kårstaviken, finns en badplats. Vid sjön ligger även Näs Herrgård.
Sparrens utlopp mynnar ut åt söder i Lillån och sjön ingår därmed i Åkersströms avrinningsområde.

## Sparrens hållplats
En längre del av Roslagsbanans nedlagda bansträckning mellan Kårsta och Rö följer Sparrens östra strand.  Någon km efter det banan lämnade Sparrens strand (åt Röhållet) låg Sparrens hållplats, rakt söder om godset Näs herrgård. Sparrens hållplats öppnades kort efter det att Stockholm-Rimbo järnväg öppnades år 1885. Sparrens hållplats blev tidigt nedlagd, redan år 1922.

## Delavrinningsområde

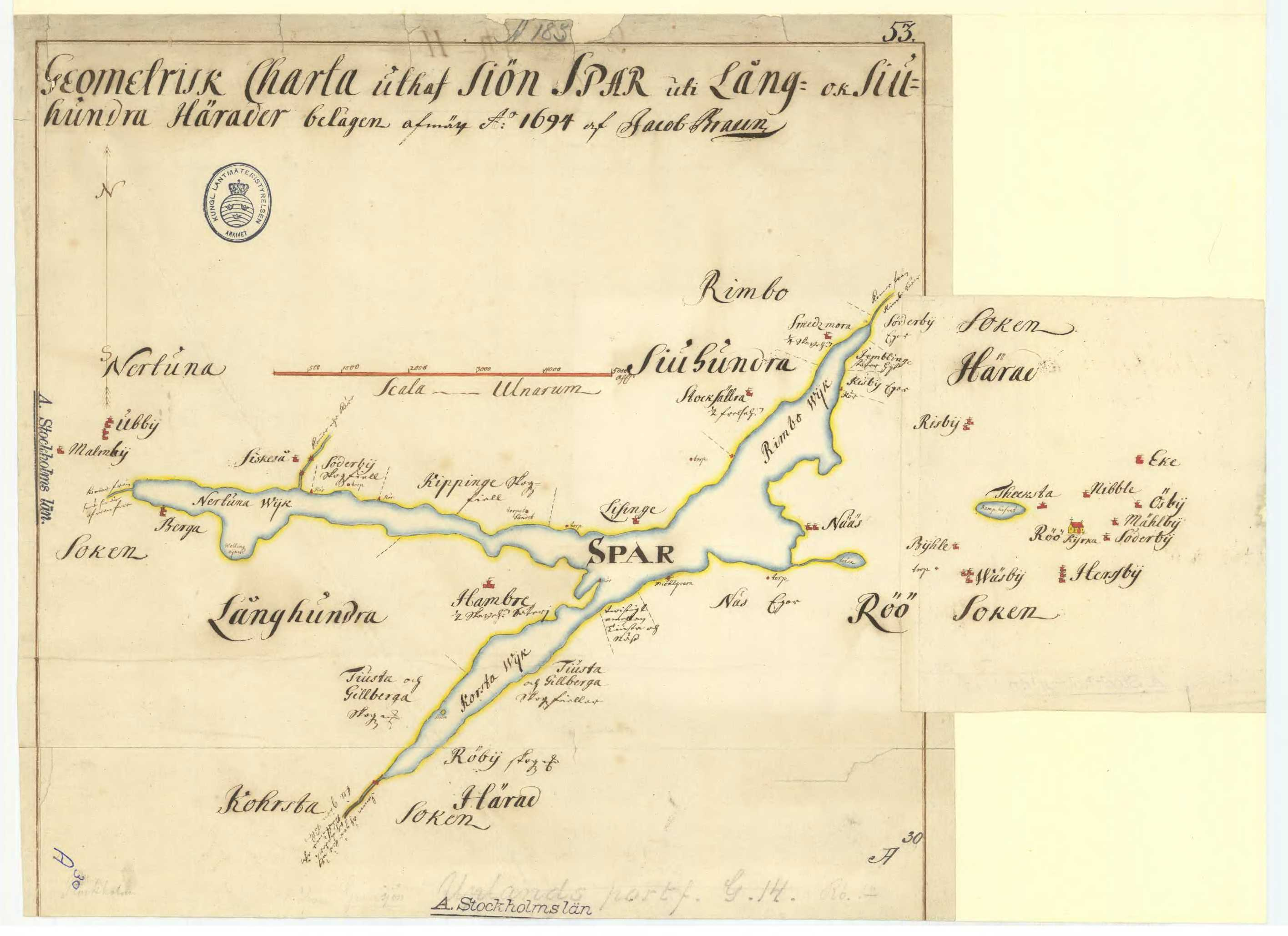
Äldre karta över Sparren från 1694.

Sparren ingår i delavrinningsområde (662058-164087) som SMHI kallar för Utloppet av Sparren. Medelhöjden är 30 meter över havet och ytan är 48,71 kvadratkilometer. Det finns inga avrinningsområden uppströms utan avrinningsområdet är högsta punkten. Lillån som avvattnar avrinningsområdet har biflödesordning 2, vilket innebär att vattnet flödar genom totalt 2 vattendrag innan det når havet efter 27 kilometer. Avrinningsområdet består mestadels av skog (66 procent) och jordbruk (18 procent). Avrinningsområdet har 4,24 kvadratkilometer vattenytor vilket ger det en sjöprocent på 8,7 procent.